# 유니버시아드 야구
유니버시아드 야구는 1993년 하계 유니버시아드와 1995년 하계 유니버시아드에서 진행되었다가 1997년 하계 유니버시아드부터 2013년 하계 유니버시아드까지 중단되었고 2015년 하계 유니버시아드때 다시 정식 종목으로 채택 된 경기 종목이다.

## 대회 결과
| 연도 | 개최지              |                    | 우승     | 준우승   | 3위 |
| ---- | ------------------- | ------------------ | -------- | -------- | --- |
| 1993 | 미국 버펄로         | 쿠바               | 대한민국 | 캐나다   |     |
| 1995 | 일본 후쿠오카       | 쿠바               | 대한민국 | 일본     |     |
| 2015 | 대한민국 광주광역시 | 일본 중화 타이베이 | –        | 대한민국 |     |
| 2017 | 대만 타이베이       | 일본               | 미국     | 대한민국 |     |

## 메달 집계
| 순위 | 국가          | 금메달 | 은메달 | 동메달 | 합계 |
| ---- | ------------- | ------ | ------ | ------ | ---- |
| 1    | 일본          | 2      | 0      | 1      | 3    |
| 2    | 쿠바          | 2      | 0      | 0      | 2    |
| 3    | 중화 타이베이 | 1      | 0      | 0      | 1    |
| 4    | 대한민국      | 0      | 2      | 2      | 4    |
| 5    | 미국          | 0      | 1      | 0      | 1    |
| 6    | 캐나다        | 0      | 0      | 1      | 1    |

## 같이 보기
- 세계 대학 야구 선수권 대회